# Schatz-Walzer
Schatz-Walzer (Valse du trésor) est une valse de Johann Strauss II (op. 418). L'œuvre est écrite en 1885 et est jouée pour la première fois le 22 novembre de la même année dans la salle de concert de la Musikverein de Vienne sous la direction de son frère Eduard.

## Histoire
Le compositeur compose l'œuvre sur la base de motifs de l'opérette Der Zigeunerbaron.  La valse se compose de cinq parties dont chacune reprend un numéro musical de l'opérette :  
- Introduction : final de l'acte I (n° 7) , air de Czipra, Du kannst den Zigeunern ganz vertrau'n
- Valse 1 : final de l'acte II (n° 13), air d'Arsena et Mirabella, So voll Frohlichkeit
- Valse 2 : trio de l'acte II (n° 9), air de Saffi, Czipra et Barinkay, Ha, seht es winkt, es blinkt, es klingt, et même air jusqu'aux mots Nun will ich das Lebens mich freuen
- Valse 3 :  acte II (n° 12), les couplets de la commission des mœurs, Nur keusch und rein, et acte I (n°2), air d'entrée de Barinkay (section de valse), Ja, das Alles auf Ehr
- Valse 4 : acte II (n°9), section finale du trio Doch mehr als Gold und Geld"Waltz, et chœur d'introduction de l'acte I(n° 1), Das war' kein rechter Schiffersknecht

## Durée
Sa durée d'exécution est d'environ 8 minutes. Elle peut varier quelque peu selon l'interprétation musicale du chef d'orchestre. 

## Interprétations notables
La pièce est jouée lors du célèbre concert du nouvel an à Vienne :  en 1976, sous la direction de Willi Boskovsky ; en 2003, sous la direction de Nikolaus Harnoncourt ; en 2009, sous la direction de Daniel Barenboïm ; en 2016, sous la direction de Mariss Jansons.